# Мхеріно-2
Мхеріно-2 (біл. вёска Мхеріна-2) — село в складі Крупського району Мінської області, Білорусь. Село підпорядковане Холопеницькій сільській раді, розташоване в східній частині області.